# Diecezja Argyll and the Isles (katolicka)
Diecezja Argyll and The Isles (łac. Diœcesis Ergadiensis et Insularum) – diecezja Kościoła rzymskokatolickiego w metropolii Saint Andrews i Edynburga w Szkocji. Powstała 5 marca 1878 roku. Nazwa diecezji pochodzi od regionu geograficzno-historycznego, na którego obszarze się znajduje. Siedzibą biskupa jest Oban.

## Główne świątynie
- Katedra: Katedra św. Kolumby w Oban

## Biskupi diecezjalni
- Angus MacDonald (1878–1892)
- George John Smith (1892–1918)
- Donald Martin (1919–1938)
- Donald Alphonsus Campbell (1939–1945)
- Kenneth Grant (1945–1959)
- Stephen McGill PSS (1960–1968)
- Colin Aloysius MacPherson (1968–1990)
- Roderick Wright (1990–1996)
- Ian Murray (1999–2008)
- Joseph Toal (2008–2014)
- Brian McGee (od 2015)